# Loeka
Loeka är en flod i Kongo-Kinshasa, ett biflöde till Itimbiri. Den rinner genom provinsen Mongala, i den norra delen av landet, 1 100 km nordost om huvudstaden Kinshasa. Fiske bedrivs i floden.